# موزس هس

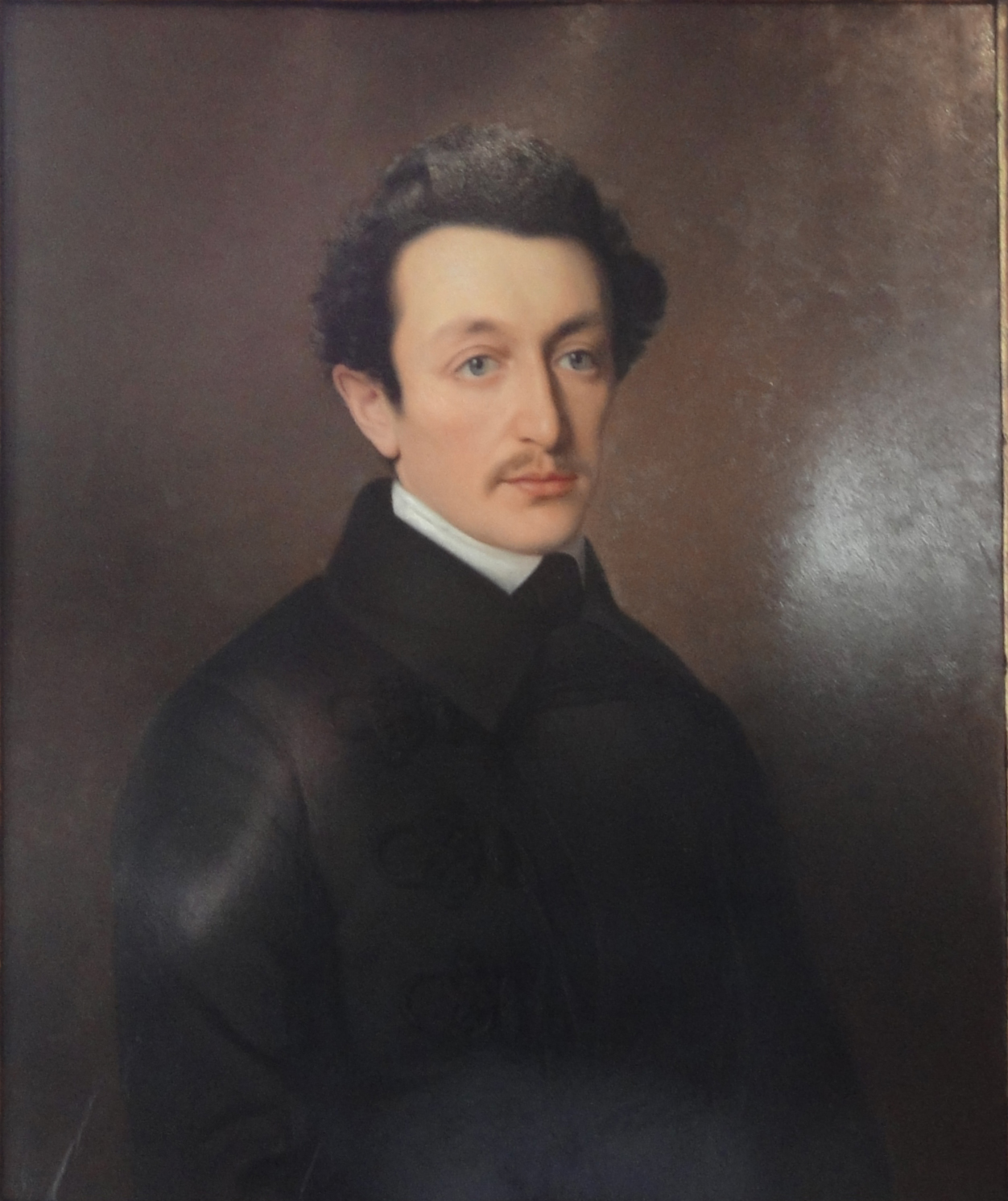
صورة لموشي هس في عام 1846

موزس (موشي) هس (بالألمانية: Moses Hess) (21 يناير أو يونيو 1812 – 6 أبريل 1875) هو فيلسوف واشتراكي يهودي ألماني، وأحد مؤسسي الصهيونية العمالية عبر كتاباته مثل كتابه «روما وأورشليم» عام 1862 والذي أضحى نطفة لأدبيات الصهيونية العمالية ومؤسسي الكيبوتسات في فلسطين الإنتدابية، إنتقد وهزأ ماركس وإنجلز بشكل علني هس وأفكاره وتبرءا منه معا بوصفه «نصير للمجتمع البرجوازي».

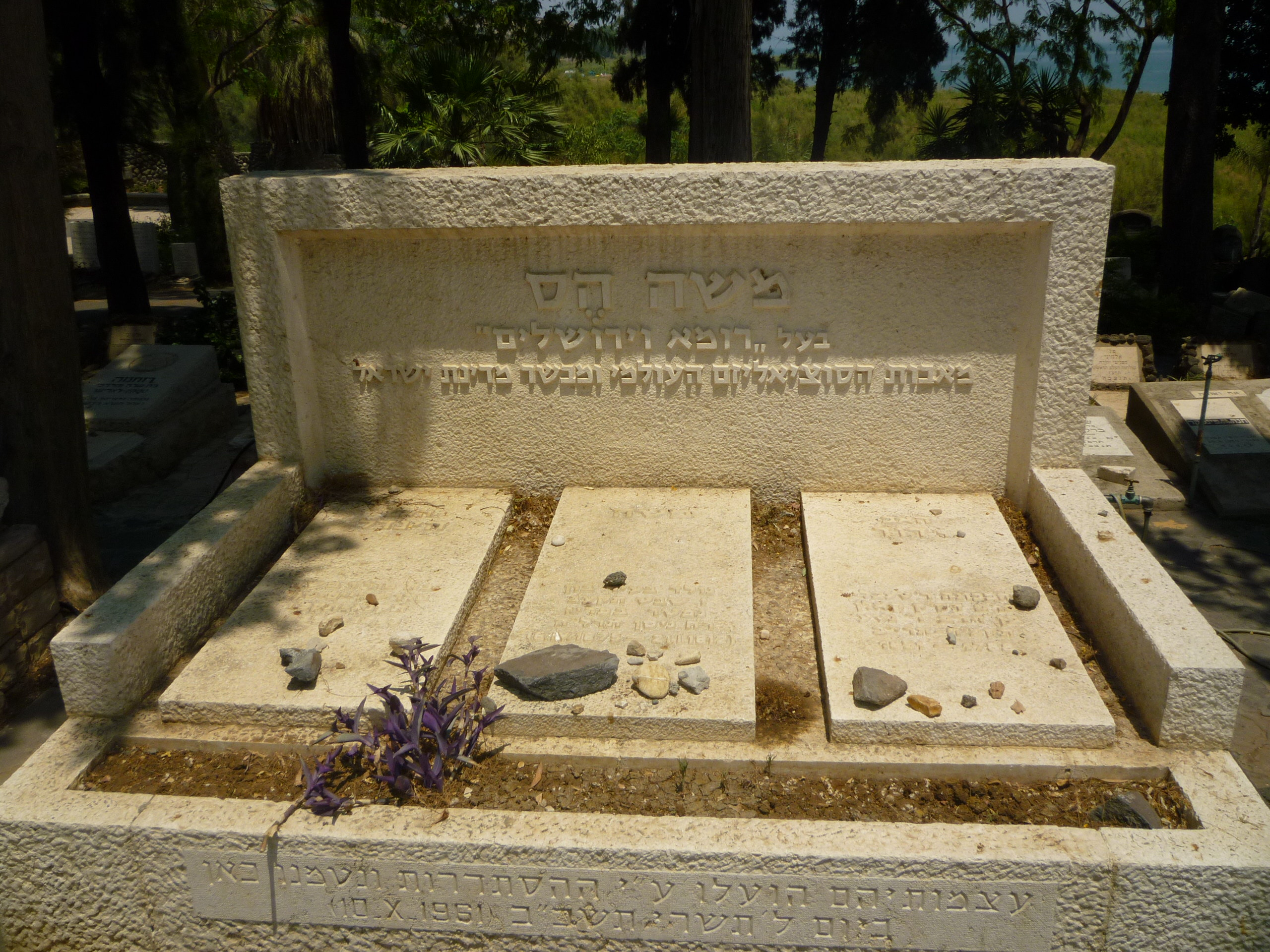
قبر هيس بالقرب من بحيرة طبريا، فلسطين المحتلة.

ولد هس في مدينة بون التي كانت وقتئذ تحت الحكم الفرنسي. تلقى هيس التعليم الديني اليهودي من جده، وبعد ذلك درس الفلسفة في جامعة بون، ولكن لم يتخرج. وقد كان من المؤيدين الأوائل للاشتراكية، وأحد المبشرين لما كان سيسمى في وقت لاحق الصهيونية.
توفي هس في باريس عام 1875. ودفن في المقبرة اليهودية في كولونيا بناء على طلبه. في عام 1961 أعيد دفنه في مقبرة طبريا في فلسطين المحتلة جنباً إلى جنب مع غيره من الصهاينة الاشتراكيين مثل نحمان سيركن، بير بوروخوف، وبيرل كاتزنيلسون. وقد سميت مستعمرة كفار هيس تكريماً له.

## روابط خارجية
- موزس هس على موقع الموسوعة البريطانية (الإنجليزية)